# Tempest Rogers
Pour les articles homonymes, voir Rogers.
 (février 2020).
Tempest Rogers (né en 1672 ou 1675, mort avant 1704) est un pirate actif dans les Caraïbes et au large de Madagascar. Il est surtout connu pour son association avec William Kidd .

## Biographie
Tempest Rogers est né en 1672 ou 1675. En 1693, il épouse Johanna Little à Londres. En 1696, il est le capitaine du Fidelia et navigue vers les colonies américaines. Il pourrait avoir navigué de Rhode Island à l'île Sainte-Marie, qui était un comptoir pirate connu depuis longtemps. Il a peut-être alors voyagé aux côtés d'un autre pirate de Rhode Island, Thomas Wake (pirate), qui naviguait lui aussi à destination de Madagascar et de l'océan Indien, et rejoindra finalement le pirate Henry Every.
En 1697, Rogers est envoyé aux Indes orientales depuis Londres, pour y installer une usine au nom des propriétaires du navire. En juillet 1698, sur le chemin du retour, il fait de nouveau escale sur l'île Sainte-Marie. William Kidd y fait escale également afin d'échanger son navire, le Adventure Galley alors endommagé, pour une prise qu'il venait de faire, le Quedagh Merchant, renommé Adventure Prize. Rogers rencontre Kidd en privé, puis a débarqué un membre d'équipage fauteur de trouble, Edward Davis (ou Davies), lui disant qu'il enverrait un bateau pour le chercher, ce qu'il ne fera jamais, abandonnant ainsi Davis sur place. Davis embarque avec Kidd plutôt que de rester sur Madagascar. De retour à New York, il est arrêté avec le reste de l'équipage de Kidd et envoyé à Londres pour y être jugé. Acquitté, Davis revient à la piraterie en 1702 sous le commandement de Nicholas Brown.
Lorsque Kidd navigue vers les Caraïbes et à destination de New York (où il sera capturé), il s'arrête pour se débarrasser d'une grande partie de son butin. Rogers aurait alors rencontré Kidd et acheté ou pris possession de son butin, peut-être à la suite d'un arrangement préalable. Rogers échange ensuite le Fidelia contre le sloop d'un certain William Symes (ou Syms). En 1699, après avoir navigué vers le nord, le Fidelia est saisi par Bellomont, gouverneur de New York, soupçonné de transporter des marchandises volés. Bellomont pense que Symes, un criminel connu, a peut-être assassiné Rogers et volé le Fidelia. Rogers lui-même est arrêté par le Read Elding, gouverneur des Bahamas, et révèle qu'il a envoyé plus de 27 000 livres à ses bailleurs de fonds de Londres. Bellomont note: « Il est à craindre que Tempest Rogers n'a pas été envoyé de Londres dans un honnête but ».
Au début des années 1700, Rogers vit en Caroline du Sud, probablement à Charleston. Rogers est décédée en 1704 ou peut-être avant, lorsque sa veuve Johanna épouse Richard Oglethorpe, « un coquin écorché par la vie ... une personne menant une vie très scandaleuse ». Oglethorpe écrit une lettre au secrétaire d'État Charles Hedges (« Rapport sur des personnes faisant commerce avec des pirates ») dans laquelle il répète les allégations selon lesquelles Rogers aurait traité avec Kidd, nommant d'autres personnes qui, selon lui, auraient ensuite acheté les produits de Kidd à Rogers. Il affirme également que Rogers a acheté la nationalité néerlandaise afin de commercer avec les Français et les Espagnols en tant que parti neutre, et qu'il « est depuis mort parmi les Français ». Quelques mois plus tard, Oglethorpe obtient l'administration des biens de Rogers en Caroline du Sud.